# Markus Marterbauer

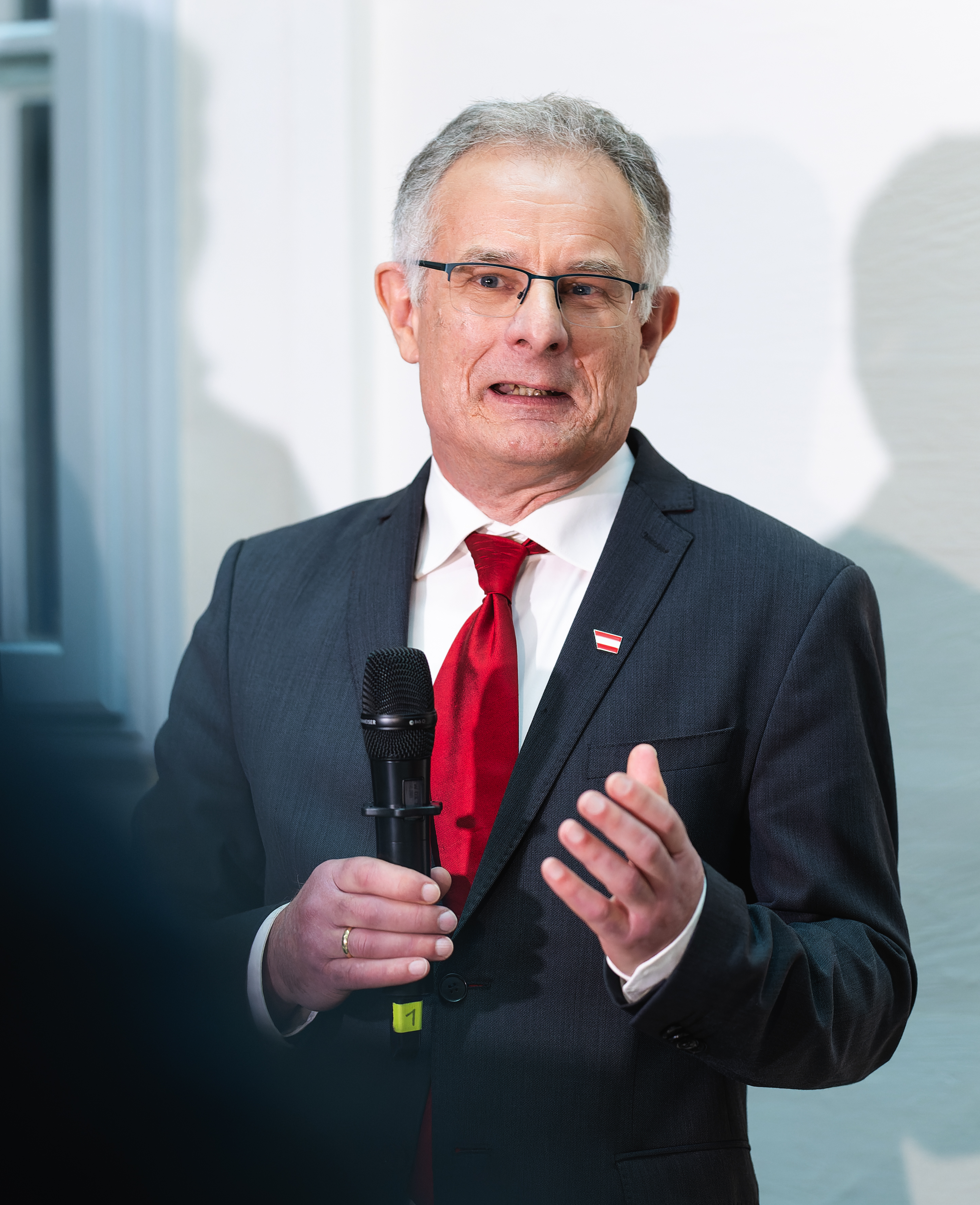
Markus Marterbauer (2025)

Markus Marterbauer (* 26. Februar 1965 in Uppsala, Schweden) ist ein österreichischer Nationalökonom und seit 3. März 2025 österreichischer Finanzminister (SPÖ) in der Bundesregierung Stocker.

## Leben
Marterbauer ist in Oberösterreich aufgewachsen. Nach mehrjähriger Tätigkeit als Universitätsassistent am Institut für Volkswirtschaftstheorie und -politik der Wirtschaftsuniversität Wien wechselte Marterbauer auf den Posten eines Konjunkturreferenten im Österreichischen Institut für Wirtschaftsforschung (WIFO), Wien.
Im Jahr 2000 absolvierte er einen Forschungsaufenthalt am Economics Department der York University
in Toronto, Kanada. Bereits 2002 hat er für die SPÖ bei der Nationalratswahl kandidiert: Auf der Bundesliste auf Platz 63, auf der Wiener Landesliste auf Platz neun. Er verpasste damals jedoch den Einzug in den Nationalrat.
Seit 2011 ist er als Nachfolger von Günther Chaloupek Abteilungsleiter der Abteilung Wirtschaftswissenschaft und Statistik der Arbeiterkammer Wien. Marterbauers zahlreiche Publikationen befassen sich vorrangig mit der Budgetentwicklung und Fiskalpolitik Österreichs mit Fragen der Einkommenspolitik und Umverteilung, mit makroökonomischen Fragen und sozialdemokratischer Wirtschaftspolitik. Er gilt als Anhänger der keynesianischen Schule und plädiert für staatliche Eingriffe in den Markt.
Marterbauer ist Vizepräsident des Fiskalrates, Experte im Budgetausschuss des österreichischen Nationalrates und Mitglied im Beirat für Wirtschafts- und Sozialfragen. Seit Juli 2013 leitet er als Vorsitzender den Arbeitskreis Dr. Benedikt Kautsky.
Seit 3. März 2025 ist Marterbauer Finanzminister und ist damit der erste SPÖ-Finanzminister seit 25 Jahren. Er galt als Wunschkandidat des SPÖ-Vorsitzenden Andreas Babler. Marterbauer gilt als Vertreter einer sozial gerechten Wirtschaftspolitik. Die Wirtschaft müsse durch nachhaltige Investitionen angekurbelt werden, um wirtschaftliche und soziale Sicherheit zu garantieren.
Laut eigener Aussage ist Marterbauer seit "fast 40 Jahren" SPÖ-Parteimitglied.

## Ausgewählte Publikationen
- Budgetpolitik im "Modell Schweden". Der schwedische Konsolidierungserfolg und die Handlungsalternativen für Österreich. Lang, Frankfurt am Main [u. a.] 1989, ISBN 3-631-42256-3.
- Wem gehört der Wohlstand? Perspektiven für eine neue österreichische Wirtschaftspolitik. Zsolnay, Wien 2007, ISBN 978-3-552-05400-4.
- Zahlen bitte! Die Kosten der Krise tragen wir alle. Deuticke, Wien 2011, ISBN 978-3-552-06173-6.
- mit Martin Schürz: Angst und Angstmacherei. Für eine Wirtschaftspolitik, die Hoffnung macht. Zsolnay, Wien 2022, ISBN 978-3-552-07311-1.